# Samuil Micu-Klein

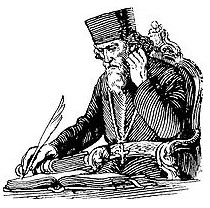
Samuel Micu Klein

Samuil Micu Klein (setembro de 1745 –  13 de maio de 1806) foi um teólogo, historiador, filólogo e filósofo greco-católico romeno, membro do movimento iluminista da Escola da Transilvânia (Şcoala Ardeleană).

## Biografia
Nascido como Maniu Micu na aldeia de Sadu, na Transilvânia, no Império Austríaco (agora no condado de Sibiu, Romênia), ele era filho de um protopopa greco-católico e sobrinho do bispo Inocenţiu Micu-Klein.
Começou a estudar no Seminario di Blaj e ingressou na Ordem de São Basílio em 1762. Micu recebeu uma bolsa em 1762 e começou a estudar na Universidade Católica Pázmáneum de Viena. Pouco se sabe sobre sua vida em Viena, mas sabe-se que ele foi atraído pela ciência, estudando física experimental, mecânica e matemática, além de teologia e filosofia.
Em 1772, retornando a Blaj para ensinar ética e matemática no Seminario, Klein conheceu e fez amizade com o bispo Grigorie Maior, a quem acompanhou em visitas por toda a sua diocese, tentando conquistar adeptos ao greco-catolicismo. Essas viagens provaram ser úteis em seu estudo da língua romena, especialmente da língua falada pelos camponeses, reunindo materiais para uma futura gramática. Klein também estava interessado no folclore romeno, sendo seus escritos um dos primeiros trabalhos sobre ele.
Em 1774, ele terminou de escrever uma obra de história chamada De ortu progressu conversione valachorum episcopis item archiepiscopis et metropolitis eorum, que falava sobre as origens romanas dos romenos e as origens de sua fé na Igreja Cristã Romana na antiga Dácia. Aparentemente, seu objetivo era fazer com que o bispado se tornasse uma metrópole, para que não pertencesse mais à Arquidiocese de Esztergom.
Ele foi para Viena em 1779 para se tornar um prefeito de estudos no Saint Barbara College, ele publicou em 1780, juntamente com Gheorghe Sincai a primeira gramática romena, Elementa linguae daco-romanae sive valachicae.
Klein retornou a Blaj e, entre 1782 e 1804, foi muito produtivo tanto em suas traduções quanto na redação de obras originais:
- tradução de livros didáticos para escolas Blaj
- tradução de mais de setenta e sete títulos e 7.500 páginas dos Padres da Igreja
- uma história da Romênia intitulada Scurtă cunoştinţă a istoriei Românilor (1792)
- uma tradução de The Granite Matrix (1794)
- uma tradução da Bíblia (Biblia de la Blaj, 1795)
- um rascunho latino de quatro volumes de Istoria, lucrurile şi întâmplările Românilor (1800, embora apenas uma tradução de 1805 para o romeno sobreviveu)

Klein mudou-se para Buda em 1804 para se tornar o editor da editora da Universidade de Buda para os livros em língua romena, esperando que isso lhe permitisse publicar suas obras históricas, um projeto que não se concretizou por causa de sua morte apenas dois anos depois.